# Les Septvallons
Les Septvallons község Franciaország Hauts-de-France régiójában, Aisne megyében. Új községként 2016. január 1-jén jött létre Glennes, Longueval-Barbonval, Merval, Perles, Révillon, Vauxcéré és Villers-en-Prayères korábbi községek egyesítésével.

## Népesség
| Lakosok száma | 1181 | 1180 | 1181 | 1177 | 1196 | 1215 | 1234 |
|               | 2016 | 2017 | 2018 | 2019 | 2020 | 2021 | 2022 |